# Dalregementet
Dalregementet (I 13) är ett infanteriförband inom svenska armén som verkat i olika former åren 1625–2000 och återigen från 2021. Förbandsledningen är förlagd i Falu garnison i Falun.

## Historia

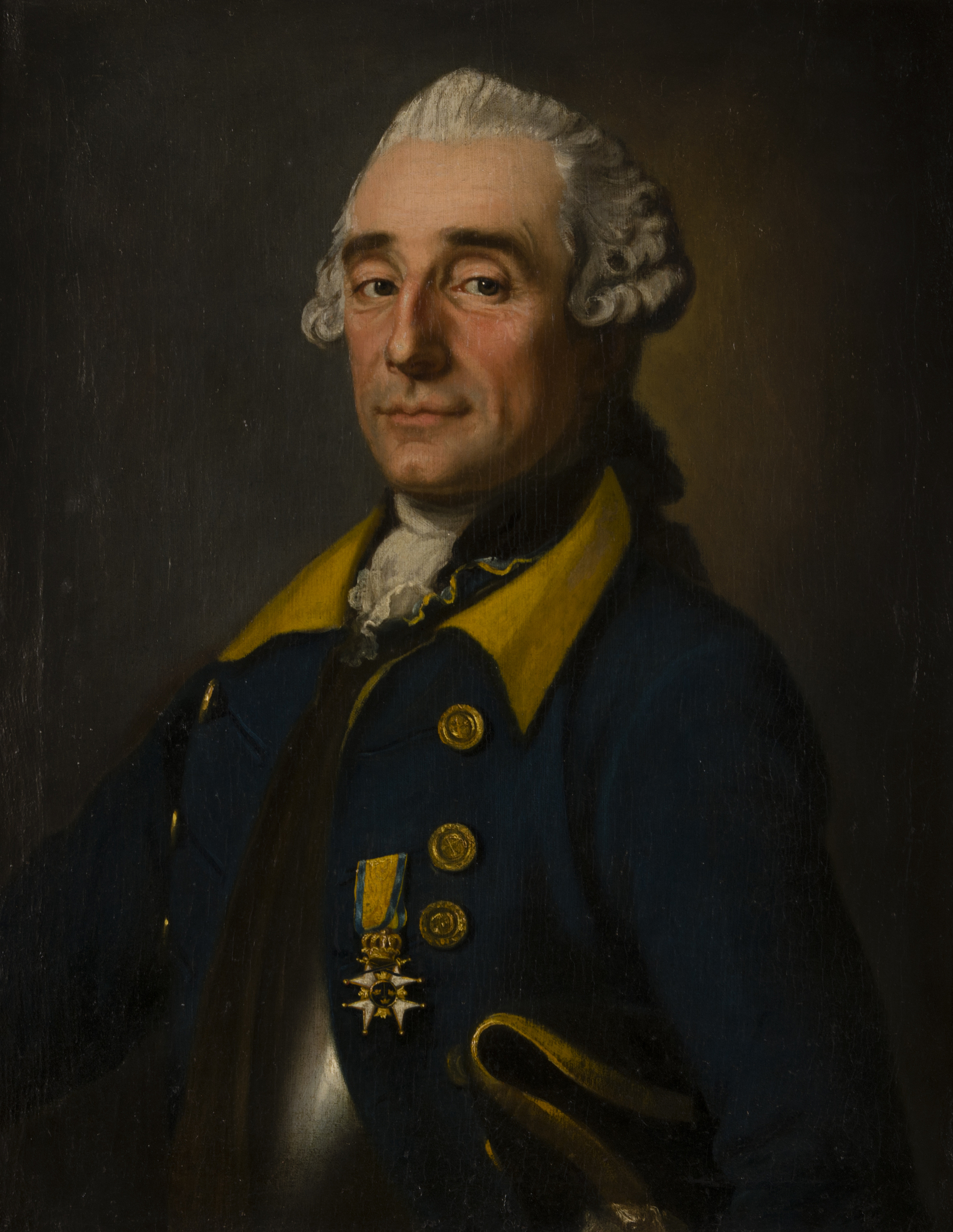
Kaptenen Arvid von Göben (1713-1794) iklädd regementets uniform m/1756. På bröstet syns även Svärdsorden. Målning från 1767 av Carl Fredrich Brander.

Dalregementet härstammar från de dalafänikor som uppsattes 1542. År 1612 åtog sig provinsen Dalarna att årligen hålla 900 man till kungens tjänst mot att slippa utskrivning. Dessa sammanslogs 1617 med andra förband till Upplands storregemente i Uppland, Västmanland och Dalarna. När kungen på grund av truppens dåliga tillstånd ville göra ny utskrivning åtog sig dalkarlarna 1621 att ständigt hålla 1.400 man utom befäl. Åren 1623–1628 delades landsregementet upp i tre landskapsregementen, varvid Dalregementet bildades 1625. Senare överflyttades 200 nummer till Västmanlands regemente där de huvudsakligen ingick i Bergs kompani. Gagnefs kompani sattes upp 1696. Kompaniets symbol var ett Y symboliserande Väster- och Österdalälven som flyter samman och bildar Dalälven i Djurås i Gagnefs socken.
I 1634 års regeringsform fastställdes den svenska regementetsindelningen, där det angavs att armén skulle bestå av 28 regementen till häst och fot, med fördelningen av åtta till häst och 20 till fot. De indelta och roterande regementena namngavs efter län eller landskap, medan de värvade regementena uppkallades efter sin chef. Regeringsformen angav Dalregementet som det sjunde i ordningen. Dock blev det ett nummer som aldrig användes, annat än för att ange regementets plats, enligt den då gällande rangordning.
Dalregementet deltog åren 1707, 1708 och 1709 i alla Karl XII:s marscher och tåg med svenska huvudhären. Vid slaget vid Poltava den 28 juni 1709 ingick regementet i den andra infanterikolonnen från höger, vilken stod under generalmajor Roos befäl, samt var bland de trupper som blev avskurna från den övriga delen av hären. Generalmajor Roos trupper mötte en övermäktig fiende och en stor del av manskapet vid Dalregementet stupade, däribland överste Gustaf Henrik von Siegroth, överstelöjtnant Drake samt major Svinhufvud. De överlevande retirerade till löpgravarna där de kapitulerade och gick i krigsfångenskap.
Dalregementet återuppsattes 1710 i Sverige och erhöll Magnus Julius De la Gardie som chef. Regementet tjänstgjorde vid norska gränsen till hösten 1712, då det överfördes till Pommern. Den 20 december 1712 deltog regementet i slaget vid Gadebusch. Regementet stod på infanteriets vänstra flygel och hade emot sig det danska gardet, vilket envist försvarade sig. Dalregementet led stora förluster och vid flera kompanier hade alla officerare stupat eller sårats. Dock tillfördes officerare från andra regementen för att fortsätta leda regementet i slaget. Efter Gadebusch marscherade den svenska hären, vilken bland annat bestod av Dalregementet, västerut. Då både förplägnad och ammunition sinade tvingades Magnus Stenbock med sin kvarvarande armé att kapitulera den 6 maj 1713 vid Tönnigen i norra Tyskland, något som kom att kallas för Stenbocks kapitulation vid Tönnigen. Kapitulationen resulterade i att flera svenska regementen upplöstes och hamnade i dansk krigsfångenskap, där bland annat hela Dalregementet.
De följande åren återuppsattes Dalregementet i Sverige för andra gången. År 1715 samlades regementet i Roslagen med övriga delar ur armén. Vintern och våren 1716 kom Dalregementet att delta i Karl XII:s första norska fälttåget under generalmajor De la Gardies befäl. Efter det svenska återtåget från Norge förlades Dalregementet resterande del av året till Bohuslän. Dalregementet kom även 1718 att delta i Karl XII:s andra norska fälttåg där det deltog i belägringen av Fredrikshald. Fälttåget mot Norge sommaren 1814 blev det sista krig som regementet deltog i.
Den rangordning som hade fastställts i 1634 års regeringsform började halta och skapa luckor efter freden i Fredrikshamn den 17 september 1809, då Finland tillföll Ryssland och de svenska regementen i Finland upplöstes. Därmed fanns det ett behov med att skapa ett nytt system. Under kronprins Karl Johans tid infördes 1816 ett nytt numreringssystem, där de svenska regementena genom en generalorder den 26 mars 1816 tillfördes ett officiellt ordningsnummer, till exempel № 13 Dalregementet. Till grund för numreringen låg inte bara ett regementes status, utan också de svenska landskapens inbördes ordning, samt att Svealand, Götaland och Norrland skulle varvas. De lägsta ordningsnumren tilldelades "liv- och hus- trupperna". Dessa nummer hade dock ingenting med rangordningen att göra, vilket bland annat framgår av gamla förteckningar där infanteri- och kavalleriförband är blandade just med hänsyn till rang och värdighet.
Före vakanssättningens början, 1902, hade regementet 904 indelta nummer samt 80 besatta med volontärer och spel. Manskapet har aldrig haft soldattorp, utan endast husrum eller kontant ersättning för sådant. I samband med 1914 års härordning justerades 1914 samtliga ordningsnummer inom armén. För Dalregementet innebar det att regementet blev tilldelad beteckningen I 13. Justeringen av beteckningen gjordes för att särskilja regementen och kårer mellan truppslagen. Det med bakgrund till att namn och nummer som till exempel № 3 Livregementets grenadjärkår och № 3 Livregementets husarkår kunde förefalla egendomliga för den som inte kände till att förbanden ifråga tillhörde skilda truppslag. Regementet klarade sig från avvecklingen genom försvarsbeslutet 1925, men regementet kom, i likhet med övriga infanteriregementet, att reduceras med en bataljon och kom att från den 1 januari 1928 bestå av två infanteribataljoner.
I samband med OLLI-reformen, vilken genomfördes inom försvaret åren 1973–1975, sammanslogs Dalregementet med Falu försvarsområde (Fo 53), som med sammanslagningen bytte namn till Kopparbergs försvarsområde. Från den 1 juli 1973 bildades försvarsområdesregementet I 13/Fo 53. Inom Kopparbergs försvarsområde var Dalregementet ensamt förband. Inom ett försvarsområde tillfördes A-förbanden det samlade mobiliserings- och materialansvaret och vid de fall där det fanns andra förband inom försvarsområdet, bildade de B-förband och svarade endast som ett utbildningsförband.
Inför försvarsbeslutet 1982 utreddes en avveckling av ett brigadproducerande regemente. Inför försvarsbeslutet hade fredsförbanden i övre Norrland och på Gotland undantagits från överväganden om avveckling. Även infanteriförbanden i Nedre Norrlands militärområde och Bergslagens militärområde, utom Livregementets grenadjärer, undantogs. Detta med hänvisning till behovet av vinterutbildning. De infanteriregementen som kom att utredas för avveckling var Livregementets grenadjärer (I 3), Norra Smålands regemente (I 12) i Eksjö och Dalregementet (I 13) i Falun. Dalregementet föll snabbt bort i valet av regemente, då Dalabrigaden (IB 13) vid regementet skulle omorganiseras till en Norrlandsbrigad, i syfte att öka antal förband utbildade och utrustade för strid i övre Norrland. Kvar blev Norra Smålands regemente och Livregementets grenadjärer, vilka ställdes mot varandra. I valet mellan dessa två regementet förordade överbefälhavaren att Livregementets grenadjärer skulle avvecklas. Anledningen var flera skäl, då bland annat att en avveckling av Livregementets grenadjärer skulle ge de största besparingarna. Gällande Norra Smålands regemente så såg överbefälhavaren att vissa besparingar skulle kunna göras genom en garnisonssamordning, mellan Norra Smålands regemente och Göta ingenjörregemente (Ing 2). Valet med att avveckla Livregementets grenadjärer motiverades enbart av ekonomiska skäl. Operativt skulle en avveckling enligt överbefälhavaren medföra negativa konsekvenser. I den proposition som lades fram till riksdagen och som antogs den 24 februari 1982, beslutades att grundutbildningen vid Livregementets grenadjärer tillsammans med militärområdesverkstaden i Örebro skulle avvecklas senast 1985. Av etablissemanget skulle huvuddelen av marken och anläggningarna avvecklas. Av operativa skäl skulle dock Försvarsområdesbefälhavaren och försvarsområdesstaben bibehållas i Örebro. Ett beslut som senare ändrades till att behålla regementet genom regeringens proposition 1981/82:113.
Genom försvarsutredning 88 stod det klart att skulle fyra brigadproducerande regementen avvecklas. Bakgrunden var att de ekonomiska problem som uppkommit inom försvaret under 1970-talet och 1980-talet, kvarstod och ej heller rätats ut i samband med försvarsbeslutet 1987. Därav begärde regeringen Carlsson I en ny utredning från överbefälhavaren Bengt Gustafsson, försvarsutredning 88 (FU 88), om arméns utveckling. Utredning ledde till att riksdagen i december 1989 beslutade om att armén från den 1 juli 1992 skulle bestå av 18 brigader (en minskning med 11 brigader). I valet av vilka brigadproducerande regementen som skulle avvecklas ställdes hela tio regementen mot varandra, dock så undantogs de regementen som producerade Norrlandsbrigader från utredningen, vilket bland annat inkluderade Dalregementet. Dock så utgick regementets infanteribrigad, Kopparbergsbrigaden (IB 43).
Inför försvarsbeslutet 1992 föreslog regeringen att krigsorganisationen skulle spegla fredsorganisationen. Därmed föreslogs att brigaden vid regementet skulle avskiljas från regementet, och bilda ett självständigt kaderorganiserat krigsförband inom Mellersta militärområdet (Milo M). Den nya organisationen trädde i kraft den 1 juli 1994 och regementet kom bland annat att omfatta en försvarsområdesstab, depåverksamhet, skjutfältsdetalj och hemvärns- och frivilligsdetalj.
Inför försvarsbeslutet 1996 föreslogs en ny försvarsområdesindelningen, vilket innebar att tre försvarsområdesstaber inom Mellersta militärområdet (Milo M) skulle avvecklas senast den 31 december 1997. Försvarsmaktens förslag var att försvarsområdesstaben i Falun skulle avvecklas tillsammans med Dalabrigaden. Regeringen ansåg dock att försvarsområdesstaben och brigaden i Falun skulle kvarstå till förmån för en avveckling av Linköpings garnison. En ambition med försvarsbeslutet var att förband som utgjorde solitärer skulle avvecklas. Regeringen ansåg dock att verksamheten i Falun skulle vara kvar för öka andelen vinterutbildade förband, även om regeringen samtidigt föreslog att Lapplandsbrigaden (NB 20) i Umeå skulle upplösas och avvecklas. De tre försvarsområdesstaber som regeringen föreslogs för avveckling inom Mellersta militärområdet återfanns i Gävle, Linköping och Västerås. Gällande staben i Gävle föreslogs den tillsammans med staben i Falun att bilda ett gemensamt försvarsområde. Hälsinge regemente (I 14/Fo 21) avvecklades officiellt den 31 december 1997, vilket i praktiken innebar att Fo 21, Depå och HV/Friv avvecklades. Från den 1 januari 1998 kom Gävleborgs försvarsområde (Fo 21) att integreras i Kopparbergs försvarsområde (Fo 53), som antog namnet Dalarnas och Gävleborgs försvarsområde (Fo 53). Som stöd till hemvärn och frivilligverksamheten inom före detta Gävleborgs försvarsområde bildades försvarsområdesgruppen Gävleborgsgruppen.
Inför försvarsbeslutet 2000 föreslog regeringen i sin propositionen för riksdagen, att den taktiska nivån bör reduceras genom att fördelnings- och försvarsområdesstaber samt marinkommandon och flygkommandon skulle avvecklas. Detta för att utforma ett armétaktiskt, marintaktiskt respektive flygtaktiskt kommando vilka skulle samlokaliseras med operationsledningen. Förslaget innebar att försvarsområdesstaben vid Dalregementet skulle avvecklas. Vidare föreslog regeringen i propositionen att avveckla de fem infanteribrigaderna IB 1, IB 2, IB 12, IB 16 och NB 13. Detta då regeringen ansåg att bibehålla dem skulle kräva omfattande investeringar för att kunna utgöra enheter för mekaniserad utbildning. Vidare ansågs att deras övnings- och skjutfält i vissa fall var begränsande. Beslutet medförde att regementet med brigaden kom att avvecklas den 30 juni 2000. Från den 1 juli 2000 övergick verksamheten vid regementet och brigaden till en avvecklingsorganisation, fram till att avvecklingen skulle vara slutförd senast den 31 december 2001. Avvecklingsorganisationen upplöstes i sin tur den 31 mars 2001, då avvecklingen av de båda förbanden ansågs slutförda.
Den 14 maj 2019 överlämnade försvarsberedningen sin rapport "Värnkraft", till försvarsminister Peter Hultqvist. I rapporten föreslog försvarsberedningen bland annat att krigsorganisationen skulle tillföras fyra regionalt utbildade territoriella skyttebataljoner, utöver den skyttebataljon som föreslogs på Gotland. Av geografiska-, beredskaps- och utbildningsskäl bedömde beredningen att två nya grundorganisationsenheter behövde etableras i form av två mindre regementen. De föreslagna regementena ansågs ha en årlig utbildningskapacitet om cirka 200–250 värnpliktiga. På sikt och efter ytterligare investeringar och resurstillskott, ansågs regementena kunna utöka utbildningsvolymen för att motsvara behovet av skytteförband för upp till en brigad. De värnpliktiga skulle i största utsträckning uttas regionalt för att bland annat säkerställa hög beredskap vid krigsförbanden. Försvarsberedningen konstaterade att bland annat Falun, Härnösand, Sollefteå och Östersund hade visat intresse för etablering av försvarsmaktsverksamhet.
Inför försvarsbeslutet 2020 presenterade regeringen den 12 oktober 2020 en överenskommelse, om att från 2022 återetablera Dalregementet i Falun. Regeringen angav att Dalregementet i Falun skulle återetableras för att utbilda två lokalförsvarskyttebataljoner, för skyddet av förbindelserna till Oslo och för skyddet av viktiga totalförsvarsanläggningar. Dalregementet ansågs av regeringen ha en utbildningskapacitet om årligen på cirka 200–250 inryckande värnpliktiga från närområdet och nå full kapacitet under perioden 2026–2030. Senast den 1 mars 2021 skulle Försvarsmakten redovisa myndighetens planering till regeringskansliet (försvarsdepartementet) över återinrättandet av Dalregementet (I 13) i Falun. Den 26 februari 2021 presenterade Försvarsmakten sitt budgetunderlag för 2022, där Försvarsmakten redovisade sin planering, förberedelser och verksamhet i syfte att kunna återinrätta de av försvarsbeslutet utpekade regementen. Dalregementet föreslogs etableras från det fjärde kvartalet 2021, samt inleda sin utbildningsverksamhet under 2022. Initialt föreslog Försvarsmakten att Dalregementet skulle överta både verksamhet och lokaler från Dalregementsgruppen. Nybyggnation av ett kasernetablissemang antogs skulle kunna påbörjas år 2023 och innan det skulle stå färdigt åren 2027–2028 planerades verksamheten bedrivas i Dalregementsgruppens befintliga lokaler.
Den 16 juni 2021 offentliggjorde Försvarsmakten cheferna för de nyupprättade förbanden där överste Ronny Modigs utsågs till Dalregementets nya regementschef. Han tillträder formellt sin befattning i samband med att regementet återetableras fjärde kvartalet 2021. Den 1 september 2021 trädde förordningen med instruktion för Försvarsmakten (2007:1266) i kraft, vilken innebar en återetablering av fyra regementen och en flygflottilj. Den 23 oktober 2021 återetablerades Dalregementet genom en ceremoni i Dalasalen i Falun, på det gamla kasernetablissementet, där bland annat kung Carl XVI Gustaf, försvarsminister Peter Hultqvist och överbefälhavaren Micael Bydén närvarade och där Dalregementets fana återlämnades till Dalregementet. Överbefälhavaren överlämnade befälet över Dalregementet till dess nye chef Ronny Modigs.
Den 20 juni 2022 ryckte de första soldaterna in till Dalregementet, dock vid Jämtlands fältjägarkår på Frösön i Östersund, där dryga 60 GB-elever påbörjade sin 12 månaders värnpliktsutbildning. Hälften av soldaterna kommer senare fördelas på Östersund och Sollefteå, medan övriga slutförde sin värnpliktsutbildning i Falun. Den 8 augusti 2022 ryckte de första 147 värnpliktiga (129 män och 18 kvinnor), sedan 1999 in vid regementet, in i Falun. Mellan den 23 och 30 november 2022, bestred befäl och värnpliktiga från Dalregementet och Orsa kompani högvakten, första gången på över 20 år.

## Verksamhet
I samband med återetableringen av Dalregementet kommer värnpliktsutbildningen vid Dalregementsgruppen från hösten 2022 att överföras till Dalregementet. Dalregementsgruppen kommer därefter istället att inrikta sig helt på vidmakthållande och vidareutbildning av Dalabataljonen.

### Internationell verksamhet
Åren 1995–1996 svarade Dalabrigaden för att sätta upp den femte bosnienbataljonen, BA 05, vilken blev den första svenska truppstyrkan under NATO-befäl.

### Utbildningskompanier
| 1634 1. Livkompaniet 2. Överstelöjtnantens kompani 3. Majorens kompani 4. Orsa kompani 5. Rättviks kompani 6. Gagnef kompani 7. Mora kompani 8. Västerdals kompani | 1814 1. Livkompaniet 2. Leksands kompani 3. Gagnef kompani 4. Gustafs kompani 5. Västerdals kompani 6. Orsa kompani 7. Mora kompani 8. Rättviks kompani | 1994 1. Livkompaniet/Husby kompani 2. Leksands kompani 3. Gagnef kompani 4. Gustafs kompani 5. Västerdals kompani 6. Orsa kompani 7. Mora kompani 8. Rättviks kompani | 2023 1. Livkompaniet/Husby kompani – befälskompani 2. Leksands kompani – bevakningskompaniet 3. Gagnef kompani – utbildningskompani 4. Gustafs kompani – vilande 5. Västerdals kompani – vilande 6. Orsa kompani – vilande/utbildningskompani 7. Mora kompani – vilande 8. Rättviks kompani – vilande |

## Tidigare ingående enheter
Genom 1901 års härordning fastställdes att tillgång till trupp skulle regleras genom allmän värnplikt, vilket bland annat resulterade i att infanteriregementena utökades med en bataljon och kom att omfatta tre infanteribataljoner. I samband med krigsutbrottet 1914 fastställdes försvarsbeslutet 1914, vilket bland annat medförde att linjeregementet I 13 organiserades och mobiliserades. I likhet med övriga infanteriregementen skulle också ett reservregemente sättas upp, dock kom dessa aldrig att mobiliseras. Vidare infördes en brigadorganisation inom armén, där två infanteriregementen bildade en brigad. I 13 tillsammans med I 22 bildade 10. infanteribrigaden, ingående i V. arméfördelningen. Genom försvarsbeslutet 1925 reducerades försvaret kraftigt. Bland annat så utgick reservregementena samt att antalet arméfördelningar reduceras med två. Vidare reducerades samtliga infanteriregementen med en bataljon och kom att från den 1 januari 1928 bestå av två infanteribataljoner. De tidigare linjeregemente ersattes samtidigt med begreppet fältregemente. Som en följd av försvarsnedskärningarna under slutet av 1920-talet, kunde regementet vid krigsutbrottet 1939 endast mönstra två bataljoner, dock var dessa inte helt fulltaliga eller rustade. I den nya organisationen kom regementet underställas chefen för Norra arméfördelningen. Genom försvarsbeslutet 1942 stärktes dock försvarets krigsorganisation, vilket bland annat medförde att infanteriregementena tillfördes en tredje bataljon, samt att i stort sett samtliga kom att sätta upp två fältregementen. Dels det ordinarie regementet, men sen ett helt nytt som blev ett så kallat dubbleringsregemente. Dubbleringsregementet erhöll det ordinarie regementets nummer plus 30. Det vill säga fältregementetna numrerades som i Dalregementets fall, I 13 och I 43. Det fredstida regementet betecknades som I 13 depå, för att särskilja det från krigsförbanden. Genom försvarsbeslutet 1948 kom fältregementena att omorganiseras till brigader.

### 10.infanteribrigaden
10. infanteribrigaden var en infanteribrigad inom V. arméfördelningen som verkade åren 1915–1927 och bestod av Dalregementet och Värmlands regemente.

### Dalabrigaden
Dalabrigaden (NB 13), ursprungligen Dalabrigaden (IB 13), bildades 1949 genom att fältregementet Dalregementet (I 13) omorganiserades till brigad. Genom försvarsbeslutet 1972 kom brigaden kom att bli Dalregementets anfallsbrigad, då den antogs till brigadorganisationen IB 77. År 1984 omorganiserades brigaden till Norrlandsbrigad. Den 1 juli 1994 avskildes Dalabrigaden (NB 13) från regementet och blev ett kaderorganiserat krigsförband inom Mellersta militärområdet (Milo M). Brigaden upplöstes och avvecklades den 30 juni 2000 i samband med försvarsbeslutet 2000.

### Kopparbergsbrigaden
Kopparbergsbrigaden (IB 43) bildades 1949 genom att fältregementet Kopparbergs regemente (I 43) omorganiserades till brigad. Genom försvarsbeslutet 1972 kom brigaden att bli regementets sekundära brigad. Brigaden kom att upplösas den 30 juni 1991 i samband med försvarsutredning 1988, där det beslutades att samtliga brigader organiserade efter förbandstypen IB 66M skulle avvecklas senast den 30 juni 1992. Kopparbergsbrigaden avvecklades dock ej i sin helhet, utan reducerades till försvarsområdesstridsgrupp, med namnet 43. fostridsgruppen ÖN och verkade fram till 1995.

### Kopparbergs försvarsområde
Kopparbergs försvarsområde (Fo 53), ursprungligen Falu försvarsområde (Fo 53), bildades den 1 oktober 1942 och hade sin stab lokaliserad till Åsgatan 36 i Falun. Den 1 januari 1946 omlokaliserades staben till Stigaregatan 46. Den 1 juli 1953 uppgick Mora försvarsområde (Fo 54) i Falu försvarsområde. Det nya försvarsområdet kom att omfatta hela Kopparbergs län. Den 21 december 1964 flyttades staben till Gamla Epidemisjukhuset på Svärdsjögatan 28. I samband med OLLI-reformen den 1 juli 1973 fick Falu försvarsområde gemensam stab med Dalregementet (I 13). Genom den omorganisationen lokaliserades försvarsområdesstaben till regementet på Kanslihusvägen. Den 1 januari 1998 kom Kopparbergs försvarsområde (Fo 53) och Gävleborgs försvarsområde (Fo 21) tillsammans bilda Dalarnas och Gävleborgs försvarsområde (Fo 53), med stab i Falun. Försvarsområdet med dess stab upplöstes och avvecklades den 30 juni 2000.

## Förläggningar och övningsplatser

### Förläggning
Regementet hade från 1796 till sin mötesplats på Rommehed, söder om Stora Tuna kyrka. När indelningsverket avskaffades och den värnpliktiga armén introducerades i början av 1900-talet, beslutades 1905 att regementet skulle omlokaliseras till ett nyuppfört kasernetablissement inne i centrala Falun. Kasernetablissementet uppfördes efter 1901 års härordnings byggnadsprogram efter Kasernbyggnadsnämndens typritningsserie för infanterietablissement. Totalt uppfördes ett 60-tal byggnader. Den 10 oktober 1908 flyttade regementsstab och regementsexpeditionen in på området i Falun och den 29 januari 1909 överlämnades kasernetablissemanget till Dalregementet. Efter att regementet med brigad upplöstes och avvecklades, kvarstod Försvarsmakten i kasernetablissementet genom Dalregementsgruppen, vilka svarar för utbildning av hemvärnssoldater och övrig frivilligpersonal. Större delen av kasernetablissementet har dock sedan 2000 omformats till Dalregementets företagspark.
När regementet återinrättas 2021, så kommer det inledningsvis överta Dalregementsgruppens befintliga lokaler, vilka ligger inom det gamla kasernetablissementet och bland annat inkluderar C-kasernen. Ett nytt och ändamålsenligt kasernetablissement kommer påbörjas uppföras 2023 till regementet och stå färdigt åren 2027–2028. Inför återetableringen av regementet så undersöktes tre alternativa plaster för att uppföra ett nytt och ändamålsenligt kasernetablissement. Alternativ 1 utgjordes av en privat fastighet vid Högbo sanatorium och öster om det. Alternativ 2 utgjordes av en kommunal fastighet öster om Myrans strövområde. Alternativ 3 utgjordes av en statlig fastighet i den södra delen av Falu övnings- och skjutfält, i linje med Jämmerdalen och trafikplats Norslund. Det nya kasernetablissementet kommer omfatta cirka 40 hektar inhägnad mark och utgöras av kaserner med logement, matsal, idrottshall, förråd, fordonshallar. Dock så beräknas det stå färdigt först 2028. Fram till dess kommer Dalregementet vara grupperat till både Dalregementets företagspark samt till landstingets gamla sanatoriebyggnader i Högbo. De värnpliktiga kommer från augusti 2022 utgå ifrån Högsbo, medan regementets administration samt Hemvärnet kommer grupperas till det gamla marketenteriet, som ligger längst bort på kaserngården, samt C-kasernen vid Dalregementets företagspark.

### Övningsplatser
Regementet vapenövades fram till 1908 på Rommehed. Efter att regementet flyttade till Falun, kom regementet att övas på det närbelägna Falu övnings- och skjutfält, även känt som Myrans skjutfält. Dalregementet tillfördes under 1960-talet förvaltningsansvaret för Älvdalens skjutfält. I samband med att Försvarsmakten ville avveckla Dalregementet, överfördes förvaltningsansvaret den 1 januari 1998 till Värmlands regemente. Efter att regementet avvecklades och upplöstes den 30 juni 2000, så kom förvatlningen av Falu övnings- och skjutfält att överföras till Livgardet. Efter återetableringen av regementet, kom förvaltningen av Falu övnings- och skjutfält att återföras till Dalregementet under 2023.

## Heraldik och traditioner

Vapen för Dalregementet tolkat efter dess blasonering åren 1994–2000.

I samband med att Dalregementet avvecklades den 30 juni 2000, övertog Dalregementsgruppen regementets fana och traditioner. Från den 1 juli 2012 fördes regementets traditioner vidare av Dalabataljonen, ingående i Dalregementsgruppen. Förutom regementets fana och traditioner övertogs även namnen på kompanierna av Dalabataljonen, dessa namn kom dock tillsammans med fanan att återlämnas i samband med återetableringen av Dalregementet. Att regementet återetablerades genom en ceremoni den 23 oktober 2021, går tillbaka till slaget vid Leipzig som utkämpades den 23 oktober 1642, där Dalregementet tillsammans med ett tyskt regemente bildade en brigad. I samband med återetablering återtogs även det heraldiska vapen som regementet hade fram till 1994, vilket bars av Dalabrigaden åren 1994–2000.

### Fälttåg
- Kriget mot Sigismund (1598–1599)[41]
- Andra polska kriget (1600–1629)
- Trettioåriga kriget (1630–1648)
- Torstensons krig (1643–1645)
- Nordiska krigen (1655–1661)
- Skånska kriget (1674–1679)
- Stora nordiska kriget (1700–1721)
- Hattarnas ryska krig (1741–1743)
- Sjuårskriget (1757–1762)
- Gustav III:s ryska krig (1788–1790)
- Pommerska kriget 1805–1807 (1805–1810)
- Fälttåget mot Norge (1814)

### Förbandsfanor
Regementet mottog sin sista fana 1997, vilken överlämnades av kung Carl XVI Gustaf i Falun. Fanan (m/1997) ersatte då 1953 års fana, vilken hade överlämnats av kung Gustaf VI Adolf den 15 september på Dalavallen i Falun.

### Kamratförening
Vid Norra Smålands regemente bildades 1936 kamratföreningen Dalregementets kamratförening, vilken är en ideell förening och har som syfte att vara en länk och samlingsplats mellan anställda eller värnpliktiga som tjänstgjort vid Dalregementet och Dalabrigaden, vidare vårdar föreningen förbandets minne och traditioner. Kamratföreningen är även utgivare av tidskriften "Armborstet". 

### Officersmäss
Den gamla officersmässen återfinns idag på sin ursprungliga plats i kanslihuset och drivs av regementets kamratförening. 

### Utmärkelsetecken
År 1996 instiftades Dalregementets förtjänstmedalj i guld/silver/brons (DalregGM/SM/BM) i 8:e storleken med band i blått med två gula ränder på mitten. År 2000 instiftades Dalregementets och Dalabrigadens minnesmedalj i silver (DalregbrigMSM).

### Vänförband
- Nylands brigad, Finland. [f]

## Förbandschefer
Regementschefer verksamma vid regementet åren 1621–2000.

- 1621–1632: Åke Oxenstierna
- 1632–1639: Johan Yxkull
- 1639–1644: Carl Gustaf Wrangel
- 1644–1650: Gustaf Adolf Lewenhaupt
- 1650–1651: Jakob Casimir De la Gardie
- 1651–1659: Johan Bourdon
- 1659–1673: Jakob von Wulfven
- 1673–1683: Hans Abraham Kruse
- 1683–1689: Erik Svinhufvud
- 1689–1696: Gustaf Heidenfelt
- 1696–1698: Berndt Reinhold von Liewen
- 1698–1700: Gustaf Anrep
- 1700–1706: Magnus Stenbock
- 1706–1709: Gustaf Henrik von Siegroth   †
- 1710–1719: Magnus Julius De la Gardie
- 1719–1735: Carl Fredrik Tegensköld
- 1735–1740: Johan Fredrik Didron
- 1740–1750: Axel Johan Gripenhielm
- 1743: Jonas Adlerstråhle (tillförordnad)
- 1750–1768: Gustaf Henrik Mannerheim
- 1768–1777: Carl Hierta
- 1777–1781: Johan Beck-Friis
- 1781–1785: Gustaf Duwall
- 1785–1794: Wilhelm Mauritz Klingspor
- 1794–1801: Georg Jonas von Wright
- 1801–1804: Gustaf Gyllengranat
- 1804–1812: Thure Gustaf Cederström
- 1813–1820: Carl Pontus Gahn af Colquhoun
- 1820–1835: Carl Albrecht Leijonflycht
- 1835–1852: Henrik Wilhelm Örn
- 1852–1868: Johan Fredrik Söderhielm
- 1868–1874: Lars Gustaf Tegnér
- 1874–1885: Herman David Krautmeyer
- 1885–1894: Gustaf Axel Toll
- 1894–1898: Charles Emile von Oelrich
- 1894–1898: Carl Vilhelm Knut von Rosen t.f.
- 1898–1903: Carl Gustaf Hult
- 1903–1910: Överste Johan Gustaf Fabian Wrangel
- 1910–1916: Överste Fredrik Björkman
- 1916–1926: Överste Axel A:son Sjögreen
- 1926–1933: Överste Rikard Salwén
- 1933–1940: Överste Anders Andén
- 1940–1944: Överste Ivar Backlund
- 1944–1951: Överste Olof Häger
- 1951–1958: Överste Erik Drakenberg
- 1958–1962: Överste Bengt Carl Olof Hjelm
- 1962–1971: Överste Bror von Vegesack
- 1971–1979: Överste av 1:a graden Gustaf Lodin
- 1979–1982: Överste av 1:a graden Clarence Jonsson
- 1982–1989: Överste av 1:a graden Fredrik Gyllenram
- 1989–1996: Överste av 1:a graden Lars Wallén
- 1996–2000: Överste av 1:a graden Rolf Dahlström
- 2000–2021: Ej aktivt
- 2021–20xx: Överste Ronny Modigs [g]

## Namn, beteckning och förläggningsort
| Kungl. Dalregementet          | 1625-??-?? | – | 1709-06-28 |
| Kungl. Dalregementet          | 1710-??-?? | – | 1713-05-06 |
| Kungl. Dalregementet          | 1713-??-?? | – | 1974-12-31 |
| Dalregementet                 | 1975-01-01 | – | 2000-06-30 |
| Avvecklingsorganisation Falun | 2000-07-01 | – | 2001-03-31 |
| Dalregementet                 | 2021-10-23 | – |            |

| № 13       | 1816-03-26 | – | 1914-09-30 |
| I 13       | 1914-10-01 | – | 1973-06-30 |
| I 13/Fo 53 | 1973-07-01 | – | 2000-06-30 |
| I 13       | 2021-10-23 | – |            |

| Rommehed (Ö)                    | 1796-??-?? | – | 1908-10-10 |
| Falu garnison (F)               | 1909-01-29 | – | 2001-03-31 |
| Falu garnison (F)               | 2021-10-23 | – |            |
| Älvdalens skjutfält (F)         | 1966-??-?? | – | 1997-12-31 |
| Falu övnings- och skjutfält (F) | 1908-??-?? | – | 2000-06-30 |
| Falu övnings- och skjutfält (F) | 2023-??-?? | – |            |

## Galleri

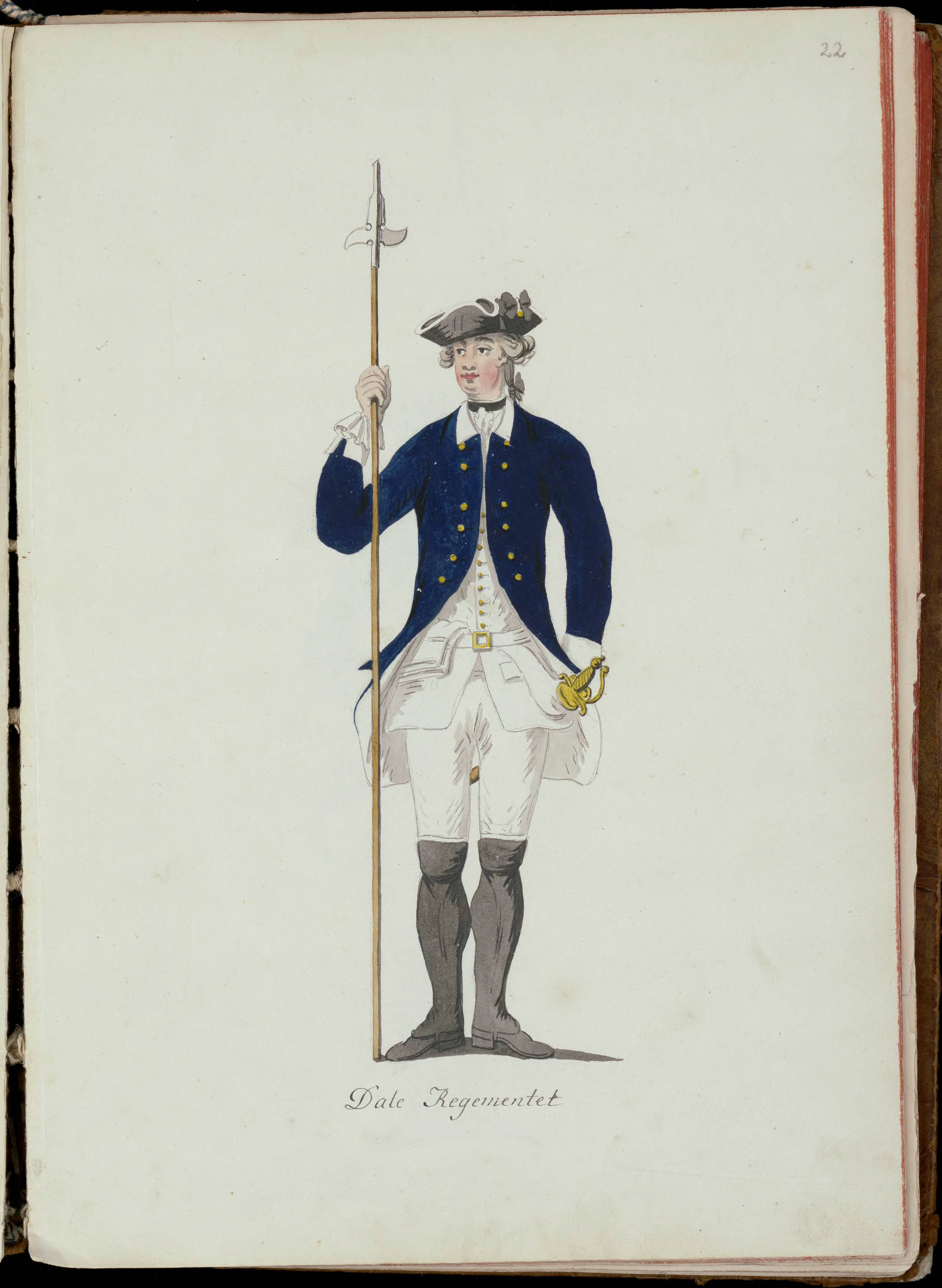
Uniform m/1756
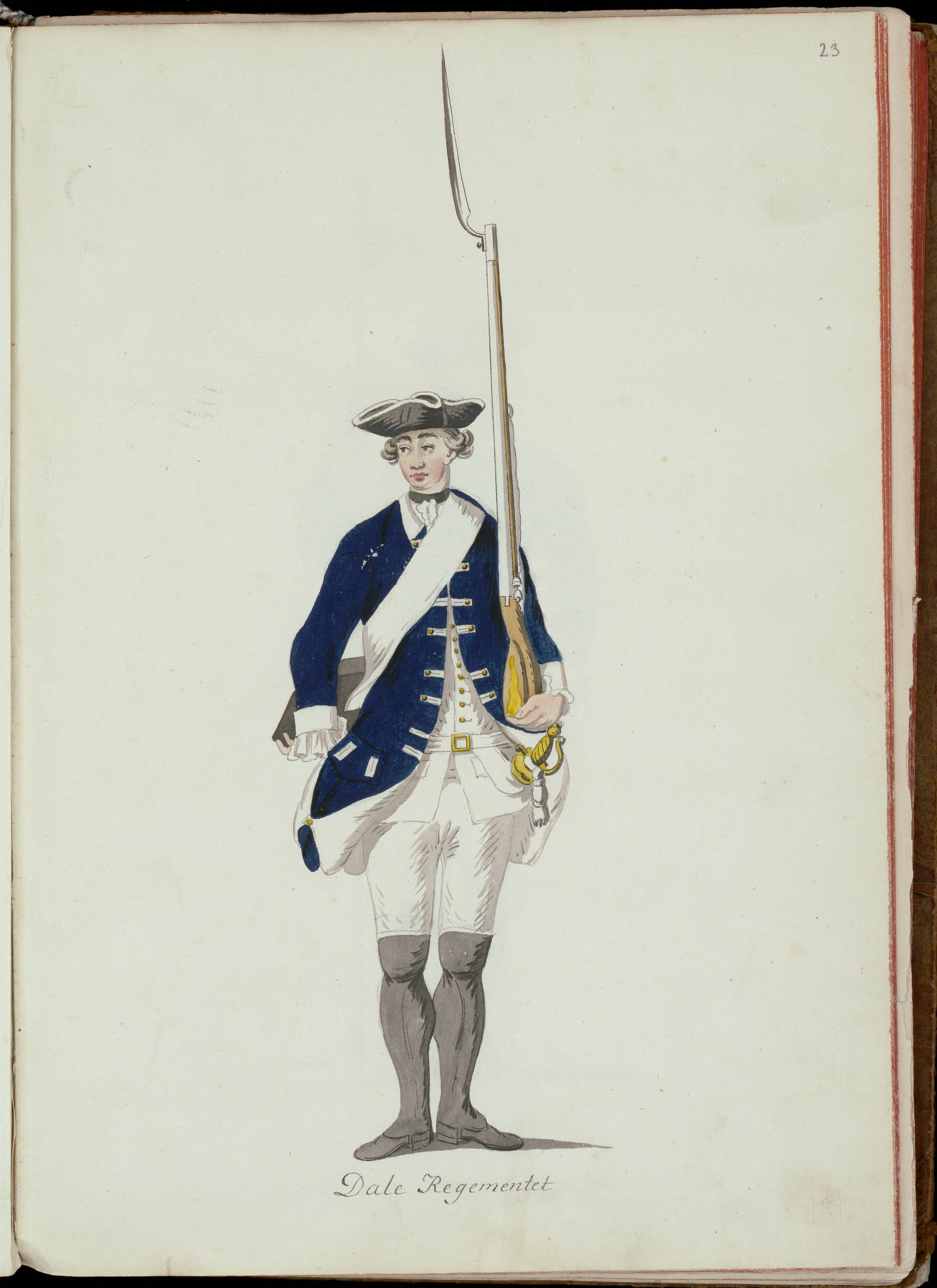
Uniform m/1756
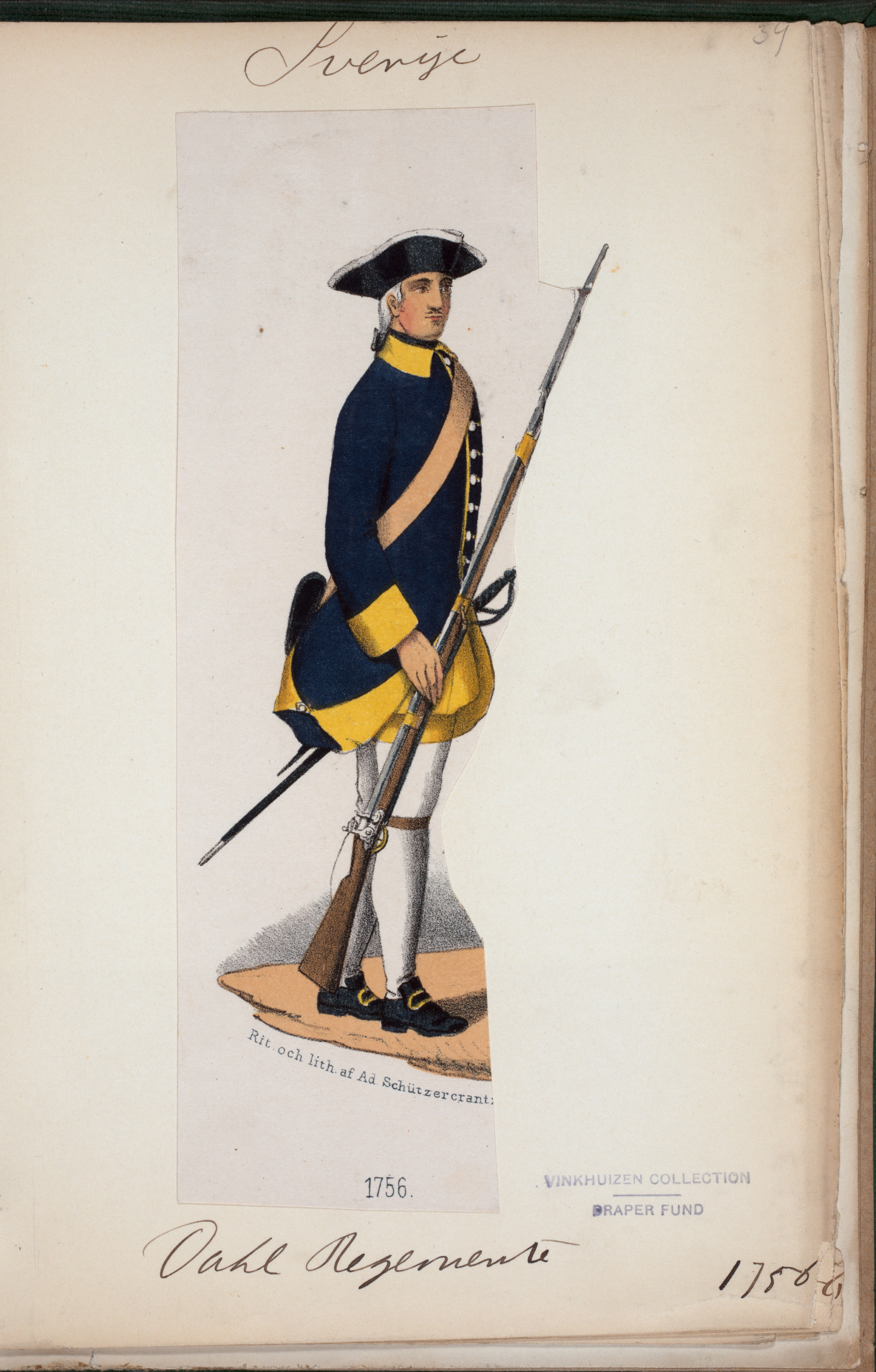
Uniform m/1756 för manskap
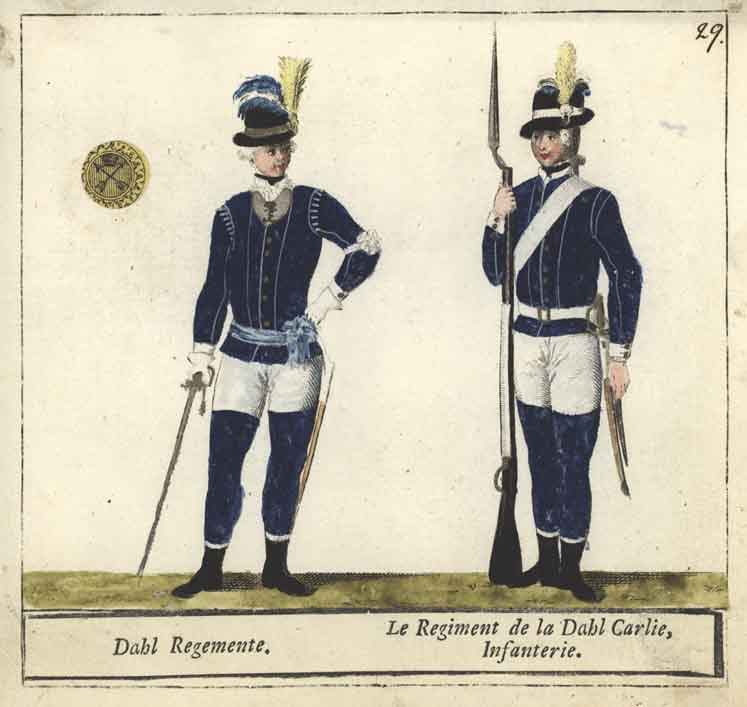
Uniform m/1779 för officer och soldat
Uniform m/1779 för manskap
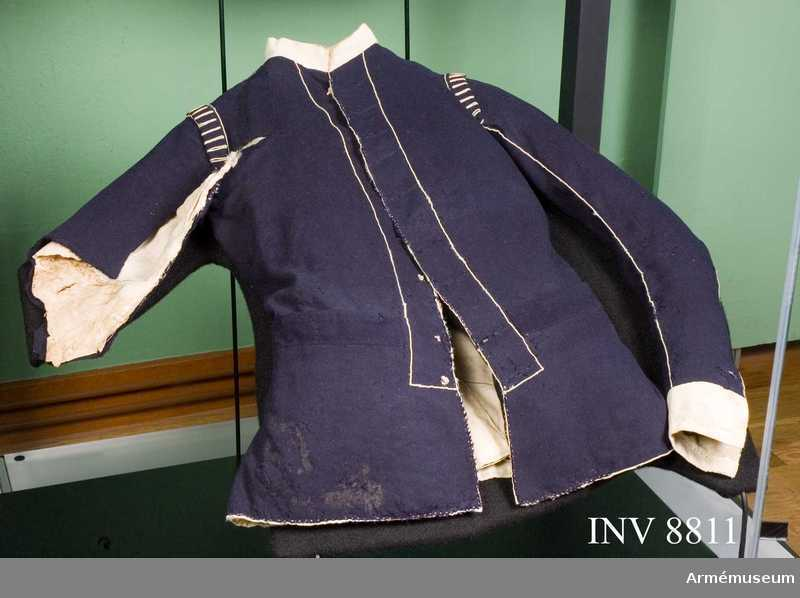
Gustaf Wachtmeisters Vapenrock m/1779 för Dalregementet som han bar då han sårades under Slaget vid Valkeala 1790.
Uniform m/1792 för manskap
Uniform m/1810 för manskap
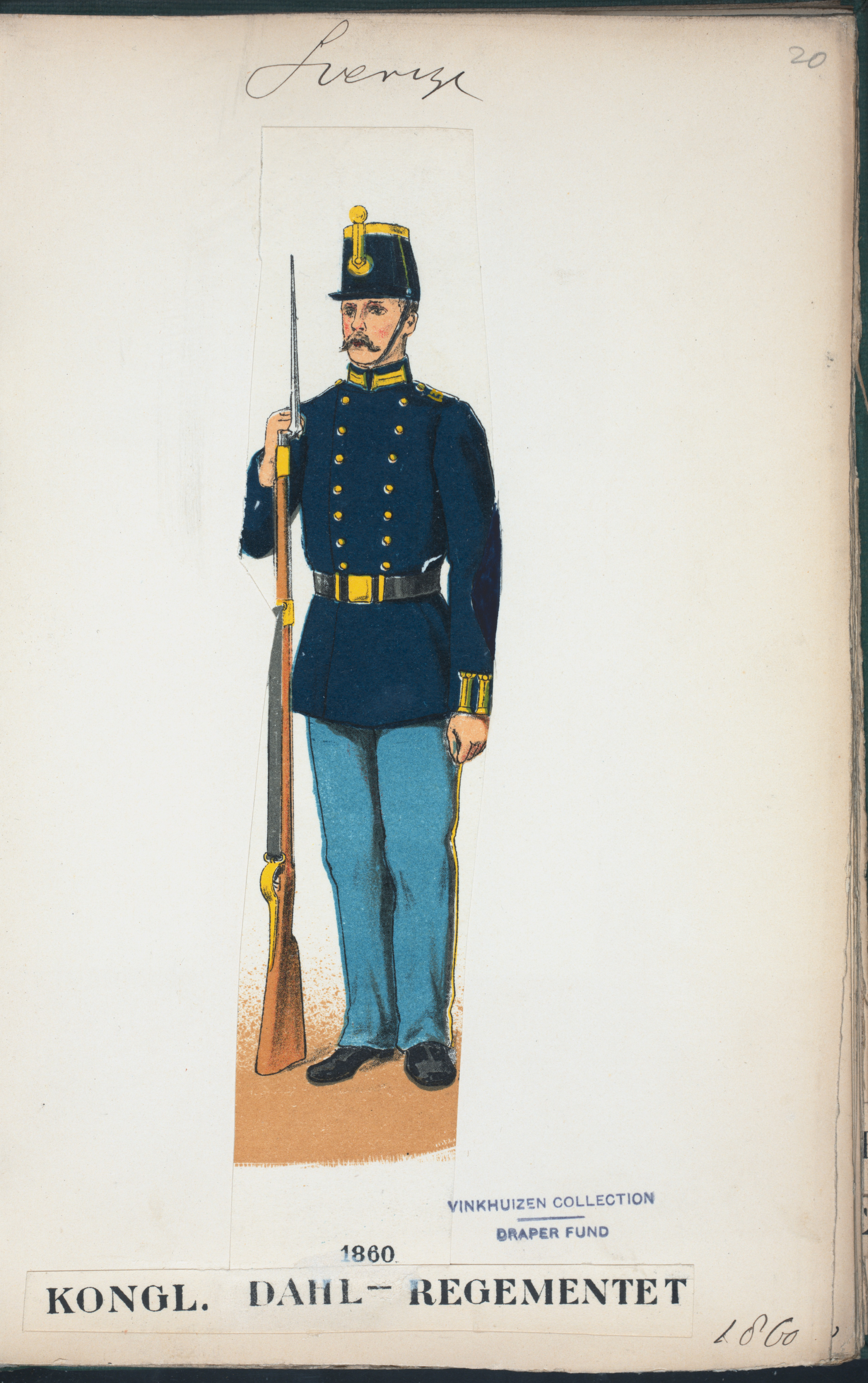
Uniform 1860
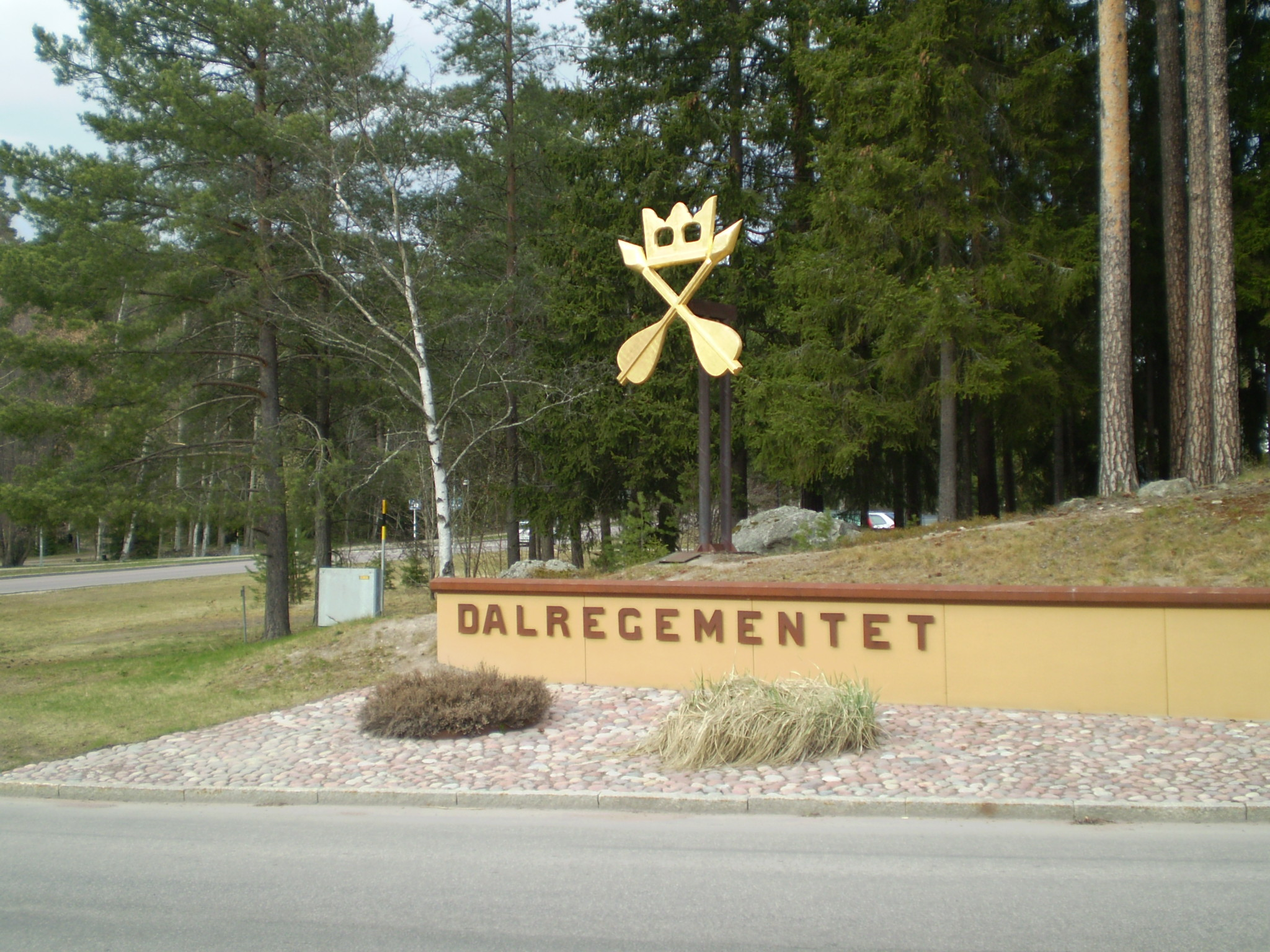
Dalregementets förbandstecken vid entrén till det före detta regementsområdet.
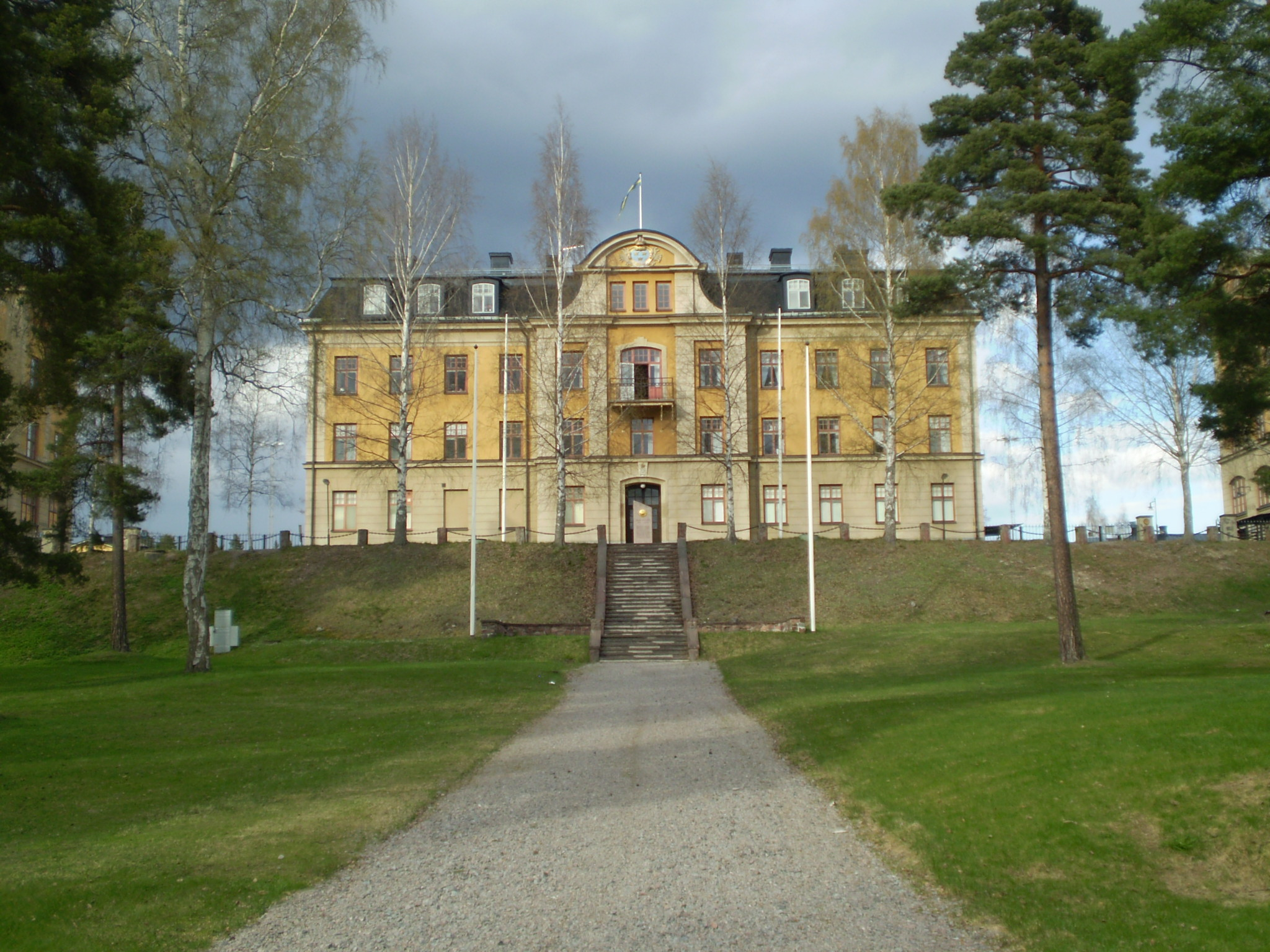
Kanslihuset vid Dalregementet.
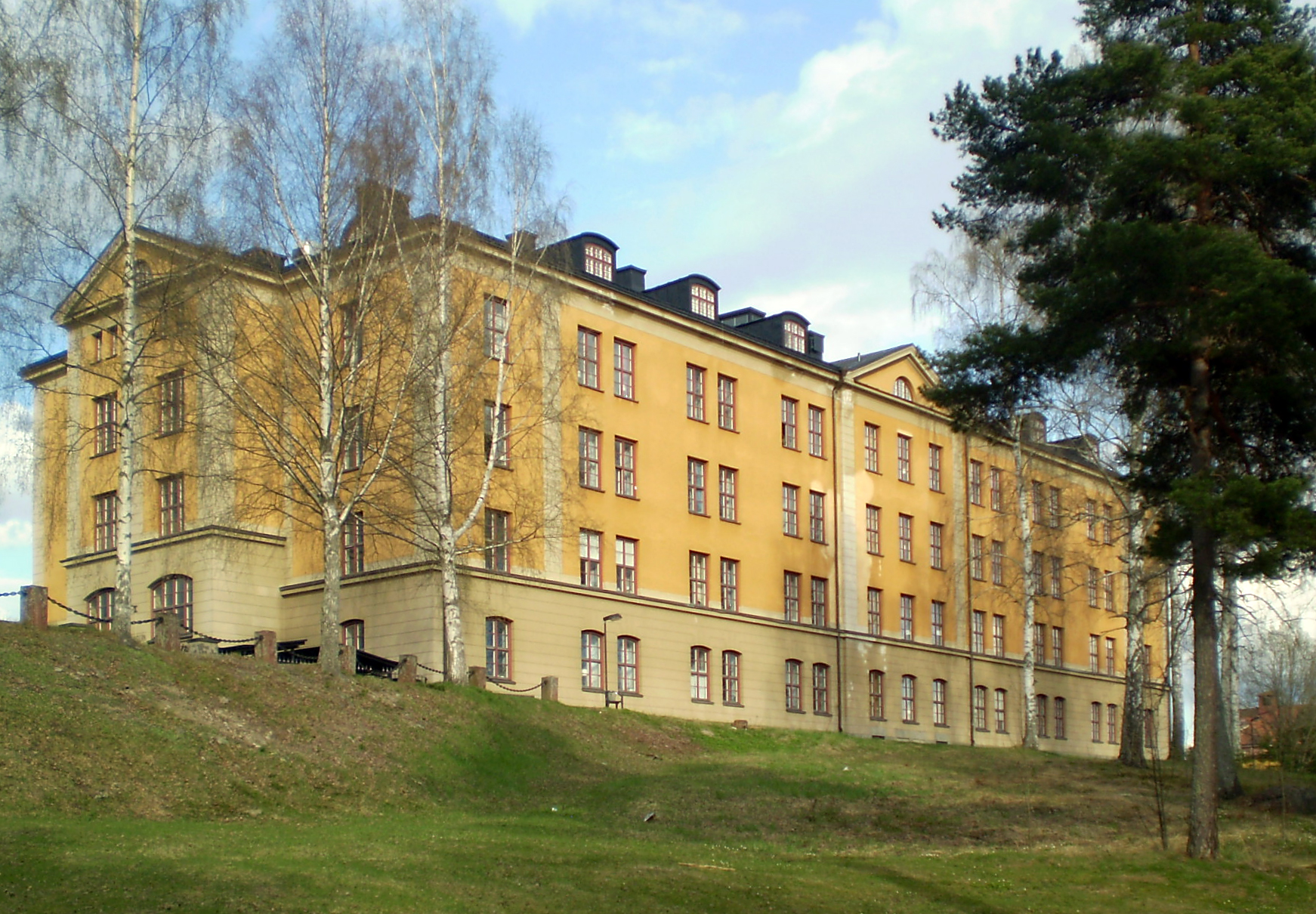
Vy över framsidan av B-kasernen.
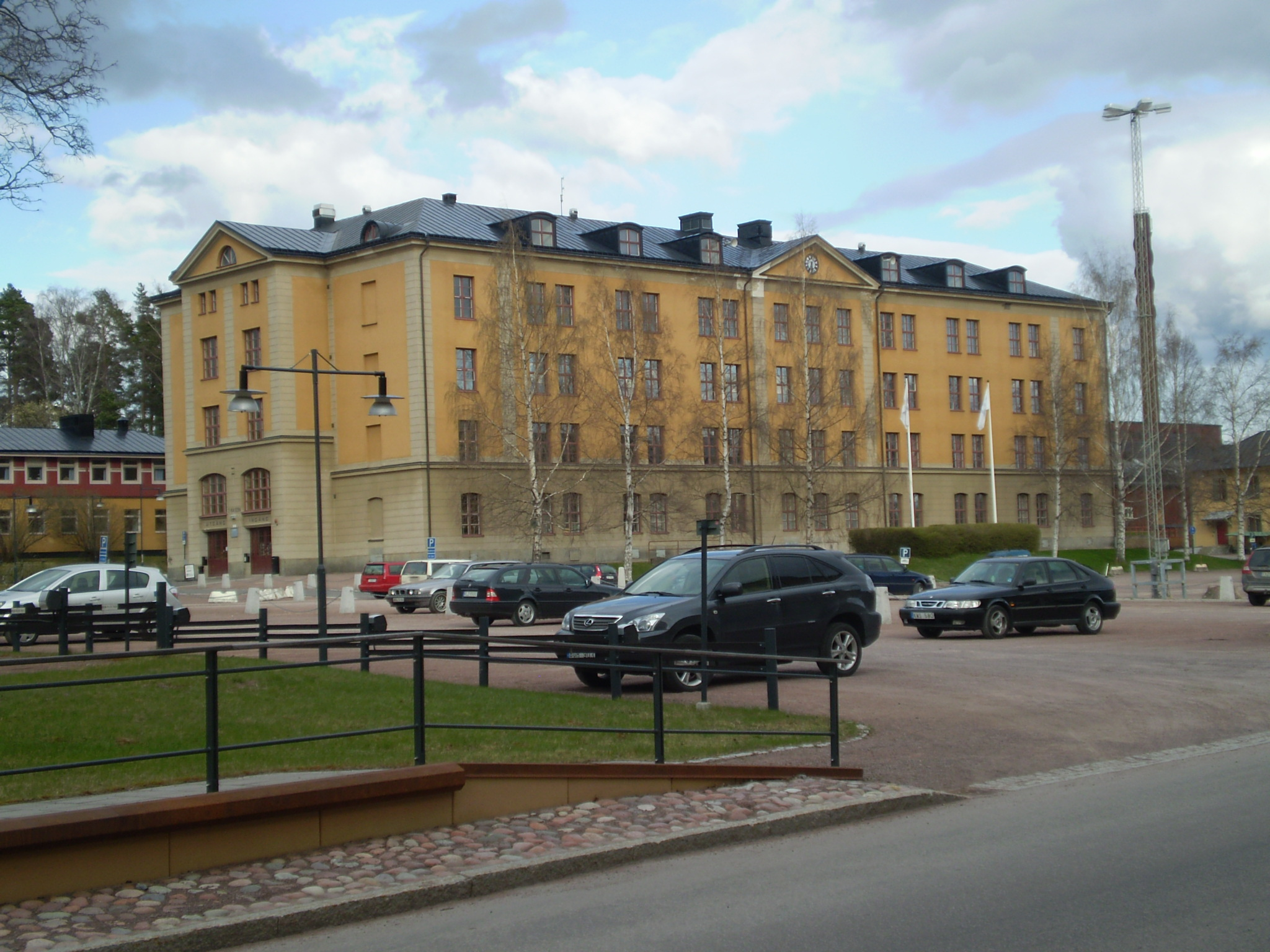
Vy över framsidan av C-kasernen.
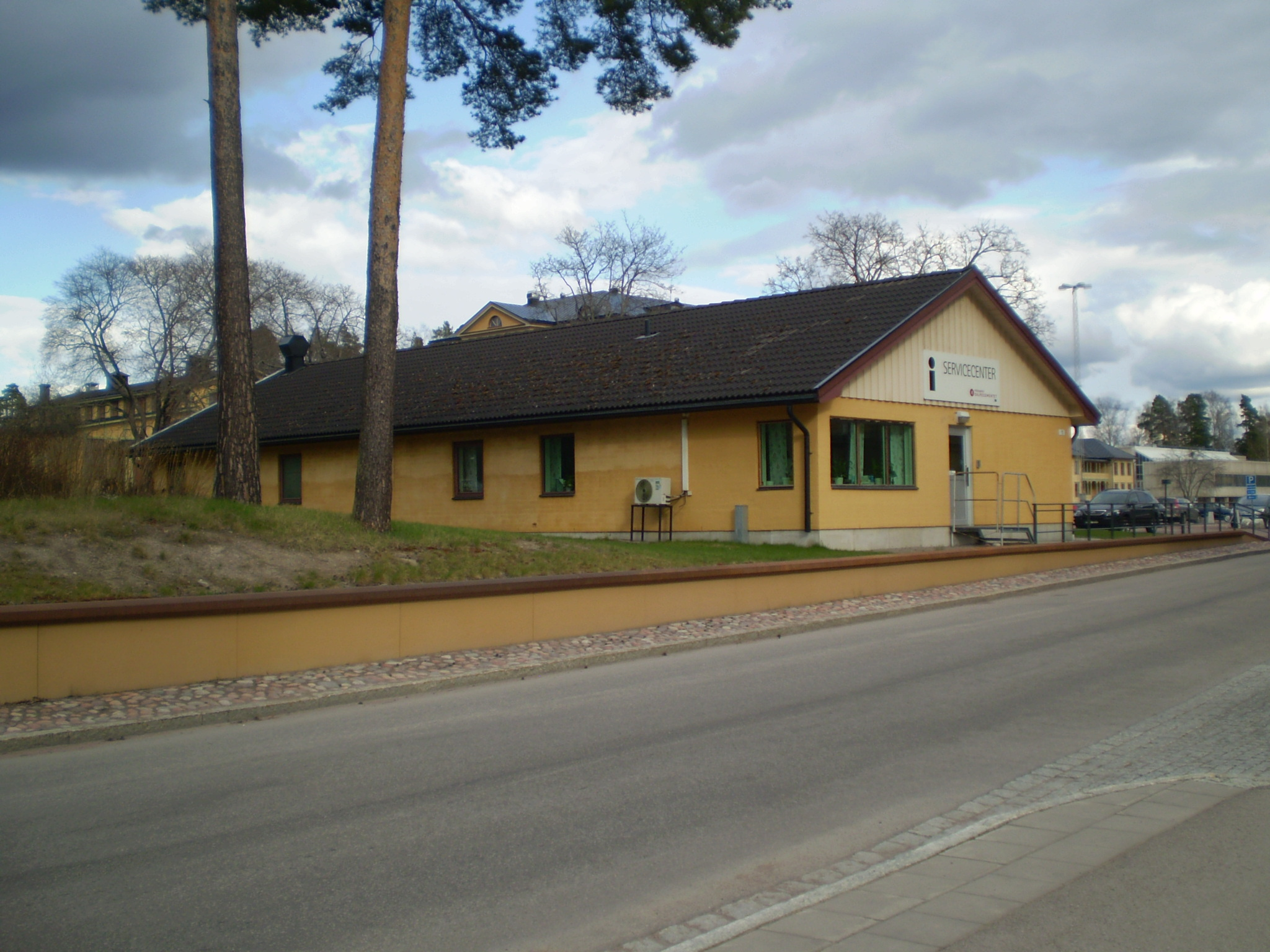
Vaktkasernen vid regementet.
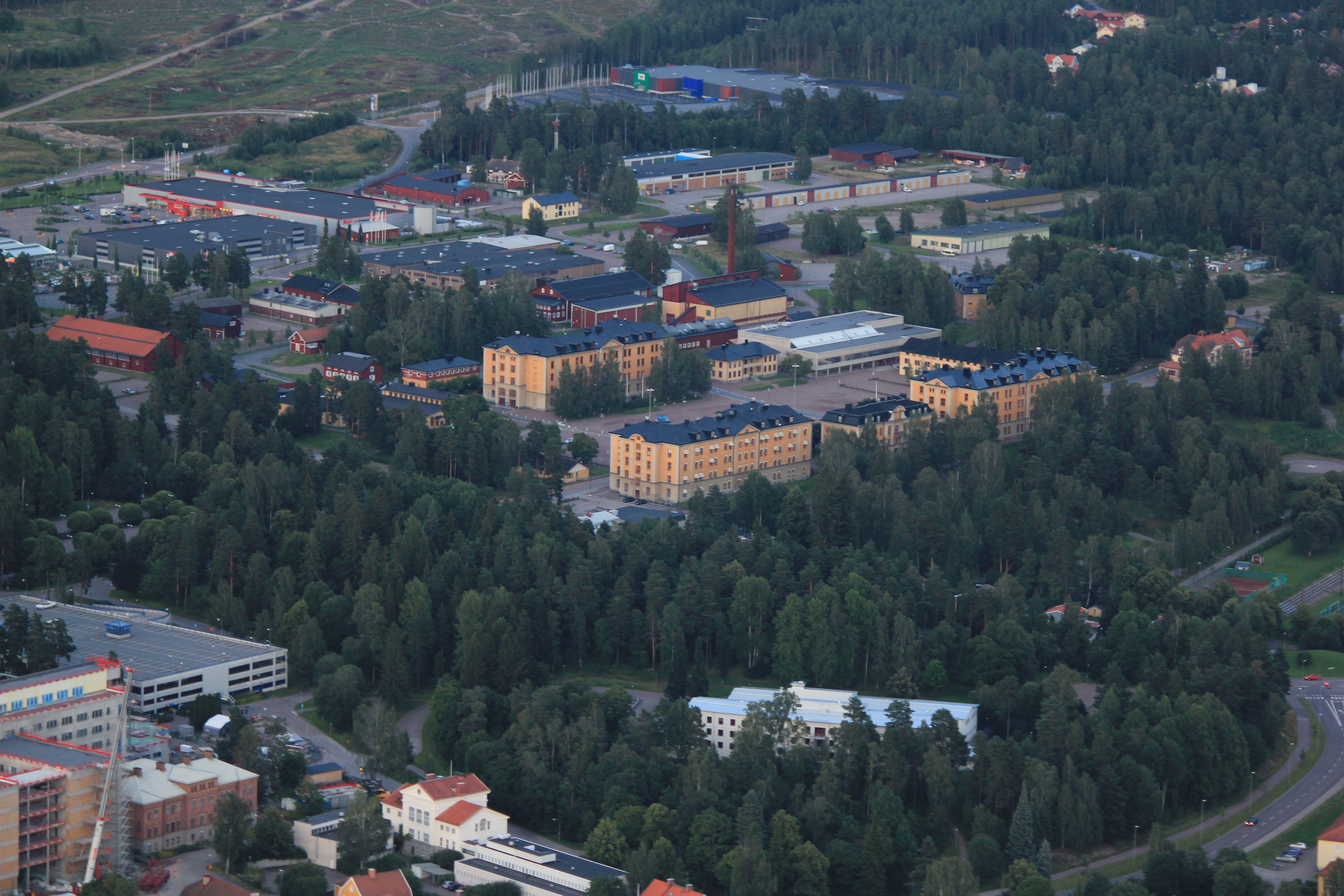
Flygfoto över Dalregementet (2012).
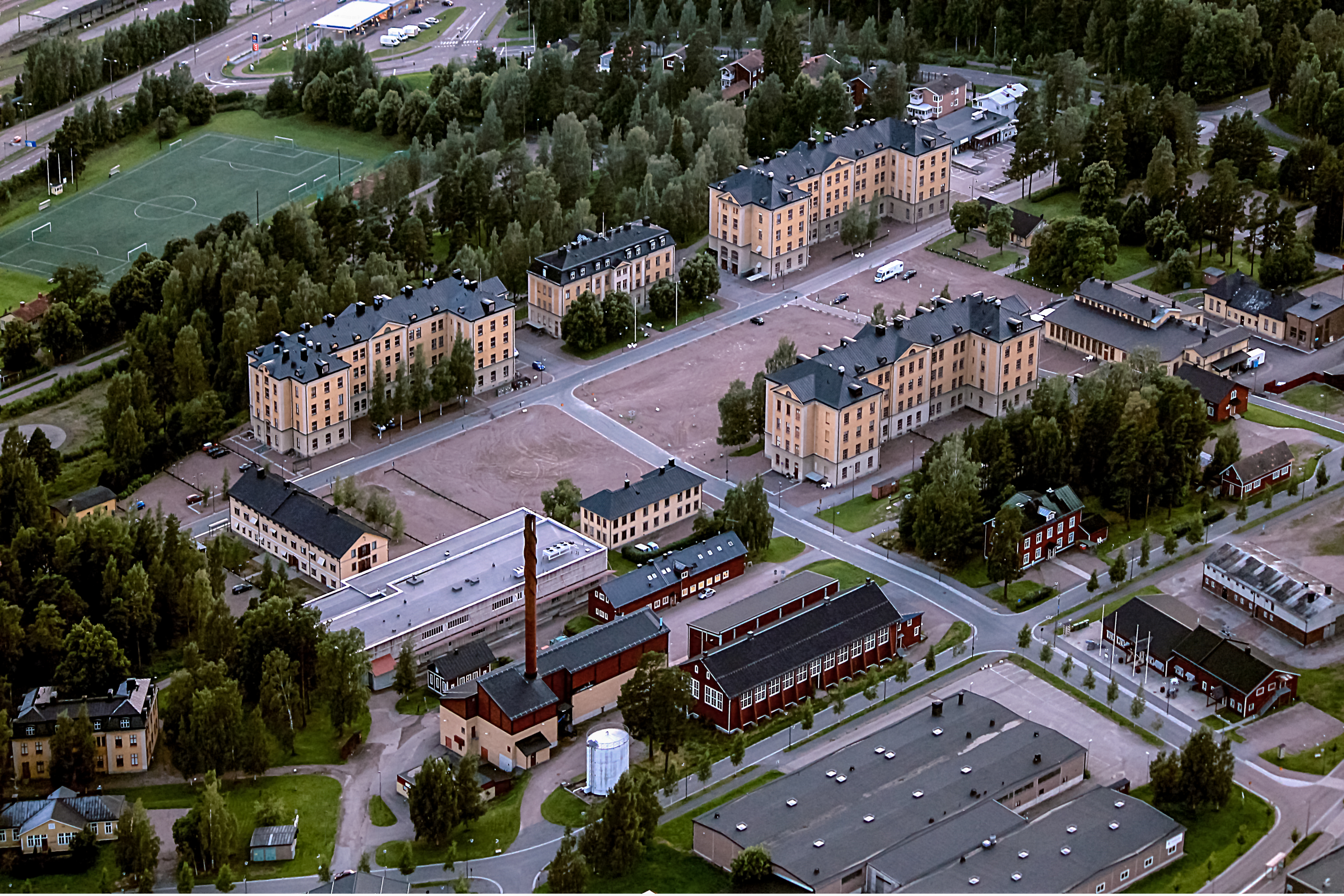
Flygfoto över Dalregementet (2012).
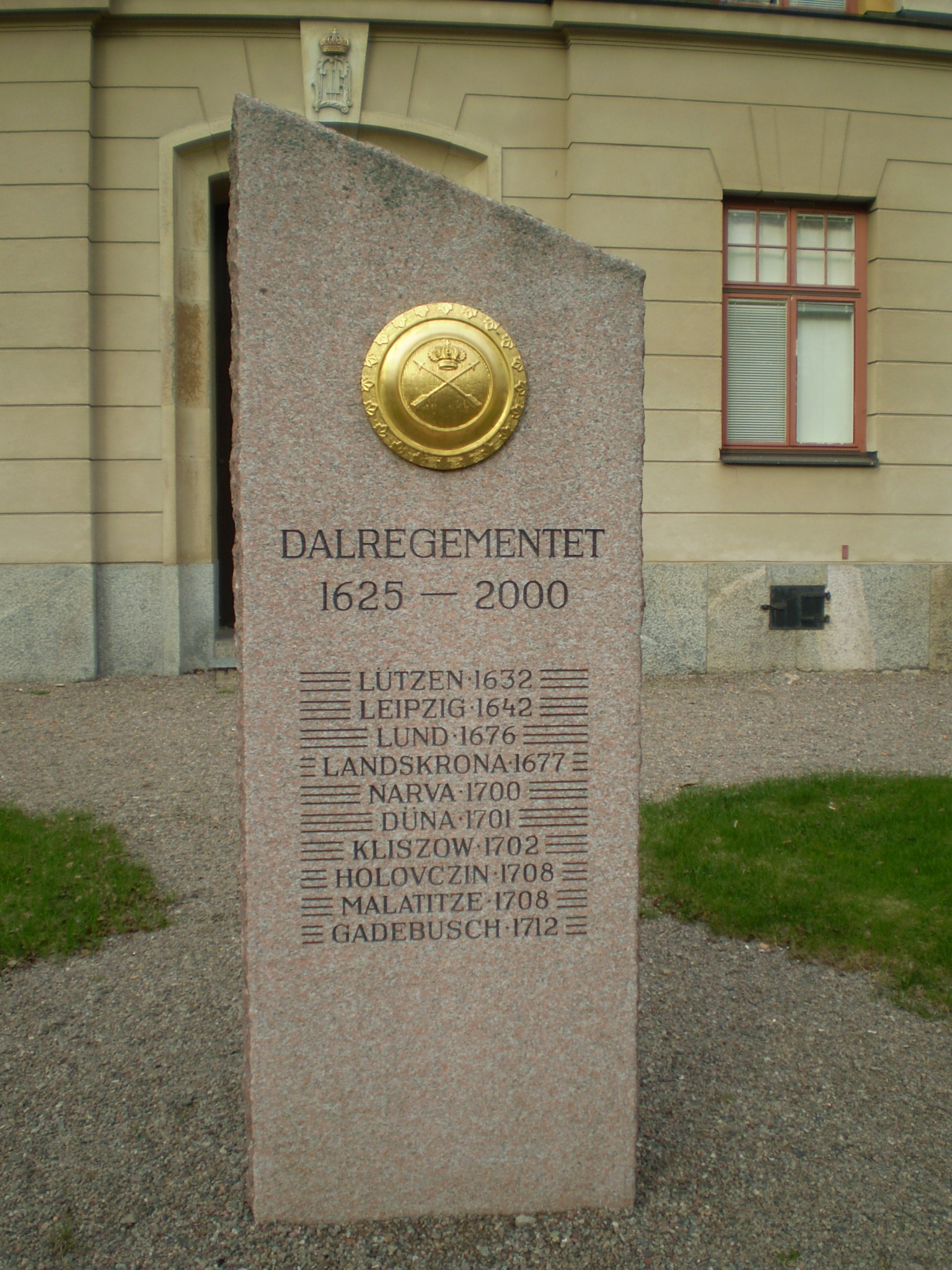
Minnessten över Dalregementets aktiva tid.
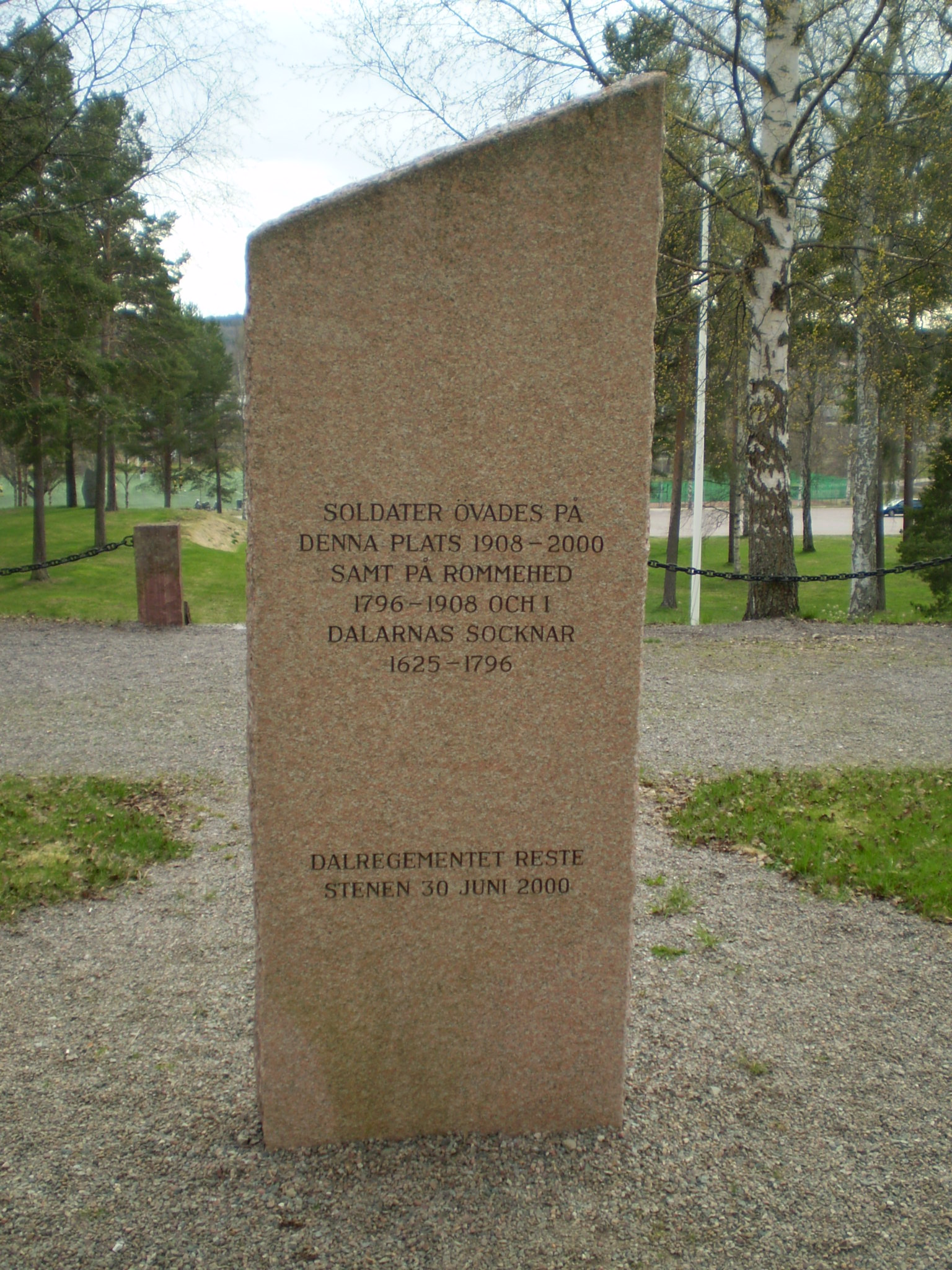
Minnessten över Dalregementets olika förläggningsplatser.
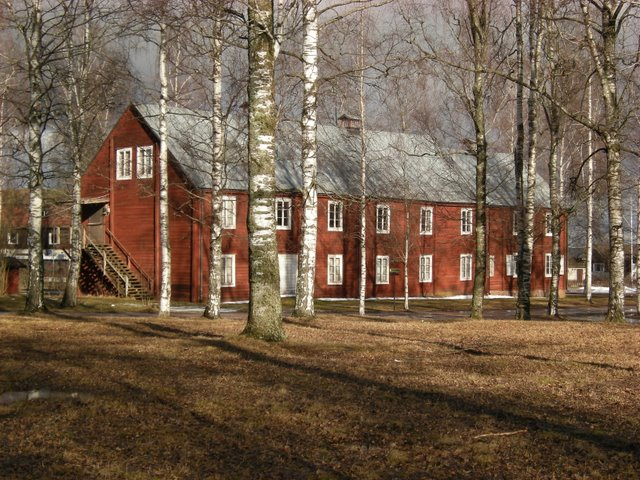
Persedelförråd vid lägret i Rommehed.
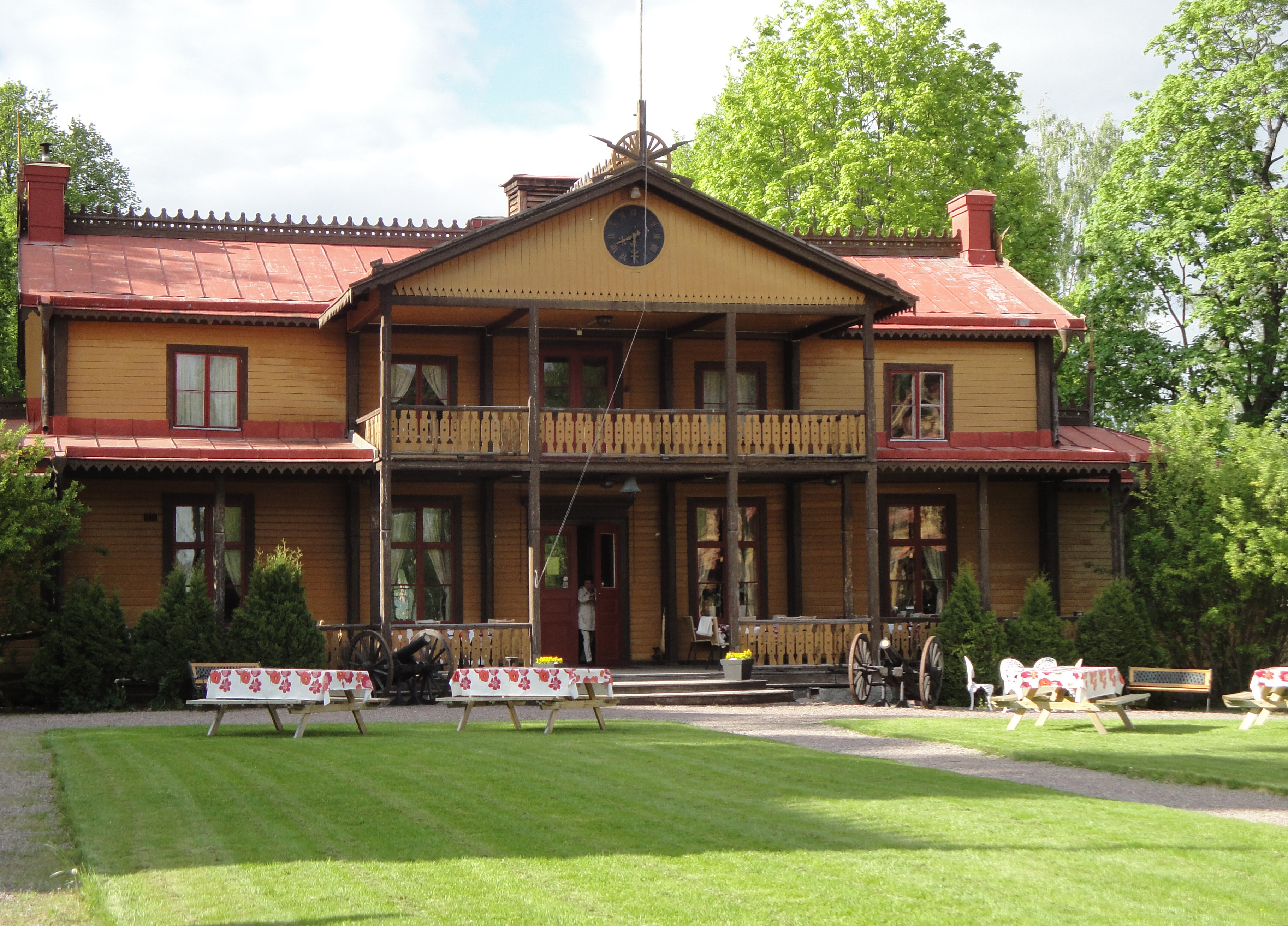
Officersmässen vid Rommehed.